# Машика, Виктор Томашевич
Виктор Томашевич Машика (род. 9 мая 1960 года в Мукачево) — украинский педагог. Учитель правоведения в Лицее №6(раньше школа I-III ступеней), Мукачево, Закарпатская область. Победитель Всеукраинского конкурса «Учитель года» в номинации «Правоведение» (2002). Заслуженный учитель Украины (2002).

## Биография
Виктор Машика родился в 1960 году в городе Мукачево. В 1982 году окончил исторический факультет Ужгородского государственного (ныне национального) университета. С момента окончания вуза преподавал историю и правоведение в школе № 6 г. Мукачево.
Его ученики оканчивали самые престижные вузы страны: Киевский национальный университет имени Тараса Шевченко, Киево-Могилянскую академию, Национальную юридическую академию им. Ярослава Мудрого, Львовский национальный университет имени Ивана Франко, Ужгородский национальный университет и другие. Его ученики 19 раз были победителями правоведческих олимпиад государственного уровня и 62 раза побеждали на городских и областных олимпиадах. В 2002 году Виктор Машика одержал победу в конкурсе «Учитель года» в номинации правоведение. В том же году ему было присвоено почётное звание «Заслуженный учитель Украины». Также Машика дважды включался в состав жюри 3-го этапа (государственный уровень) Всеукраинского конкурса «Учитель года» в номинации «правоведение» и трижды в состав жюри республиканских олимпиад. Шесть раз был включён в состав жюри Всеукраинского турнира юных правоведов.
В преподавательской работе Машика прилагает много усилий для применения передовых педагогических технологий. Основное внимание уделяет нетрадиционным методам работы, в частности, интеллектуальным играм, а также разного рода творческим заданием, в частности, задачам на межотраслевые связи, творческим тестам, которые максимально способствуют выработке навыков и умений применения полученных знаний на практике, а также существенному повышению уровня правовой компетентности школьников. Много времени уделяет на уроках, особенно на факультативных занятиях, выработке у старшеклассников навыков и умений критического мышления, поиску недостатков в правовом регулировании тех или иных вопросов и выдвижению ими предложений относительно способов устранения этих недостатков. Кроме преподавания в школе, регулярно выступает с лекциями в Закарпатском областном институте последипломного педагогического образования.
В свободное от работы время любит путешествовать по родному Закарпатью; занимается спортом: плаванием, лёгкой атлетикой, горным туризмом.
Машика является автором десяти методических пособий, кроме того, одно из них, «Брейн-ринг 2800 вопросов и ответов», рекомендовано Министерством образования и науки для использования в общеобразовательных школах.

## Публикации
- Залипецький М. Т., Машіка В. Т., Стеценко О. І., Фурман В. К. Правознавство: Творчі завдання. — Ужгород: Ліра. — 2008. — 204 с. — ISBN 978-966-2195-01-9.
- Стеценко-Баранова О. І., Машіка В. Т., Томаш Ю, В. Правознавство: Творчі завдання. Книга друга. — Ужгород: Ліра. — 2008. — 204 с. — ISBN 978-966-2195-00-2.
- Буря В. В., Гейко І. М., Зорнік Т. Є., Лоха Л. О., Майданик О. Г., Машіка В. Т., Стеценко О. І., Шимон Ю. Ю. Правознавство: Міжгалузевий брейн-ринг. Міжгалузеві відмінності. Внутрігалузеві відмінності. Господарське право. Кримінальне право. — Ужгород: Ліра. — 2005. — 256 с.
- Залипецький М. Т., Машіка В. Т., Стеценко О. І., Фурман В. К. Правознавство: Розвиток правового мислення учнів. Правові тести як творчі завдання. Задачі. — Ужгород: Ліра. — 2007. — 208 с.